# Villers-sur-Coudun
Villers-sur-Coudun è un comune francese di 1 468 abitanti situato nel dipartimento dell'Oise della regione dell'Alta Francia.

## Società

### Evoluzione demografica
Abitanti censiti